# 中村和弘
中村 和弘（なかむら かずひろ、1942年1月15日 - ）は、日本の俳人。「陸」俳句会主宰、現代俳句協会特別顧問。静岡県出身。

## 経歴
静岡県周智郡森町に生まれる。1961年に上京し、シナリオ、広告理論等を学ぶ。1968年に俳人の田川飛旅子に師事し、田川の紹介で「寒雷」句会にて加藤楸邨に学んだ。田川飛旅子が主宰する俳句会「陸」の句誌編集を担当し、1999年田川の逝去に伴い「陸」主宰を継承した。
2018年に現代俳句協会会長に就任し（第7代、2018年-2024年）、同会の法人化に尽力した。2024年から同会特別顧問。国際俳句交流協会顧問。日本文藝家協会会員。1996年に第47回現代俳句協会賞を受賞。2025年に『荊棘』で第40回詩歌文学館賞（俳句部門）、第17回小野市詩歌文学賞（俳句部門）を受賞。

## 句集・著書
- 『蠟涙』角川書店 1998年
- 『黒船』角川書店 2007年
- 『鑑賞 女性俳句の世界 第五巻 いのちの賛歌』角川学芸出版 2008年（共著）
- 『中村和弘句集』（現代俳句文庫65）ふらんす堂 2009年
- 『東海』角川書店 2012年
- 『荊棘』ふらんす堂 2024年